# Upucerthia albigula
Upucerthia albigula е вид птица от семейство Furnariidae.

## Разпространение
Видът е разпространен в Перу и Чили.